# Дендропарк Глухівського держлісгоспу
Дендропа́рк Глу́хівського держлісго́спу — дендрологічний парк місцевого значення в Україні. Розташований при південній околиці міста Глухів Сумської області, на вул. Путивльській, 96 (подвір'я лісгоспу). 

## Опис
Площа 1,04 га. Статус надано згідно з рішенням облради від 16.09.2004 року та від 27.06.2008 року. Перебуває у віданні ДП «Глухівське лісове господарство». 
Статус надано для збереження дендрологічного парку, створеного на території контори Глухівського держлісгоспу. Унікальна колекція деревних та чагарникових порід рослин, серед яких — види, занесені до Червоної книги України (тамарикс стрункий, клокичка периста) і велика кількість декоративних та екзотичних порід (бархат амурський, кедр сибірський, калина бульденеж, ліщина ведмежа, сумах коротковолосий).

## Галерея

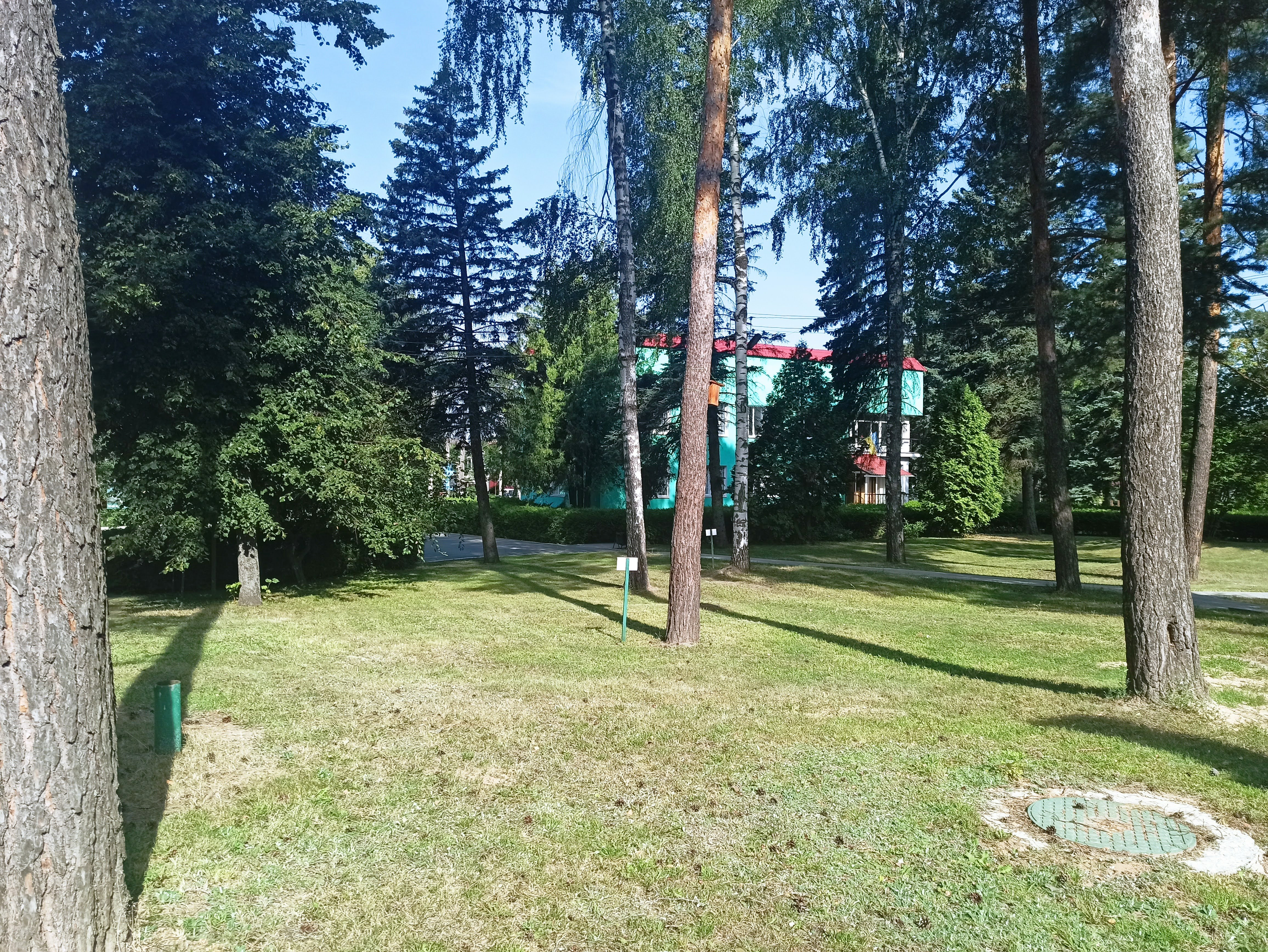
Загальний вигляд
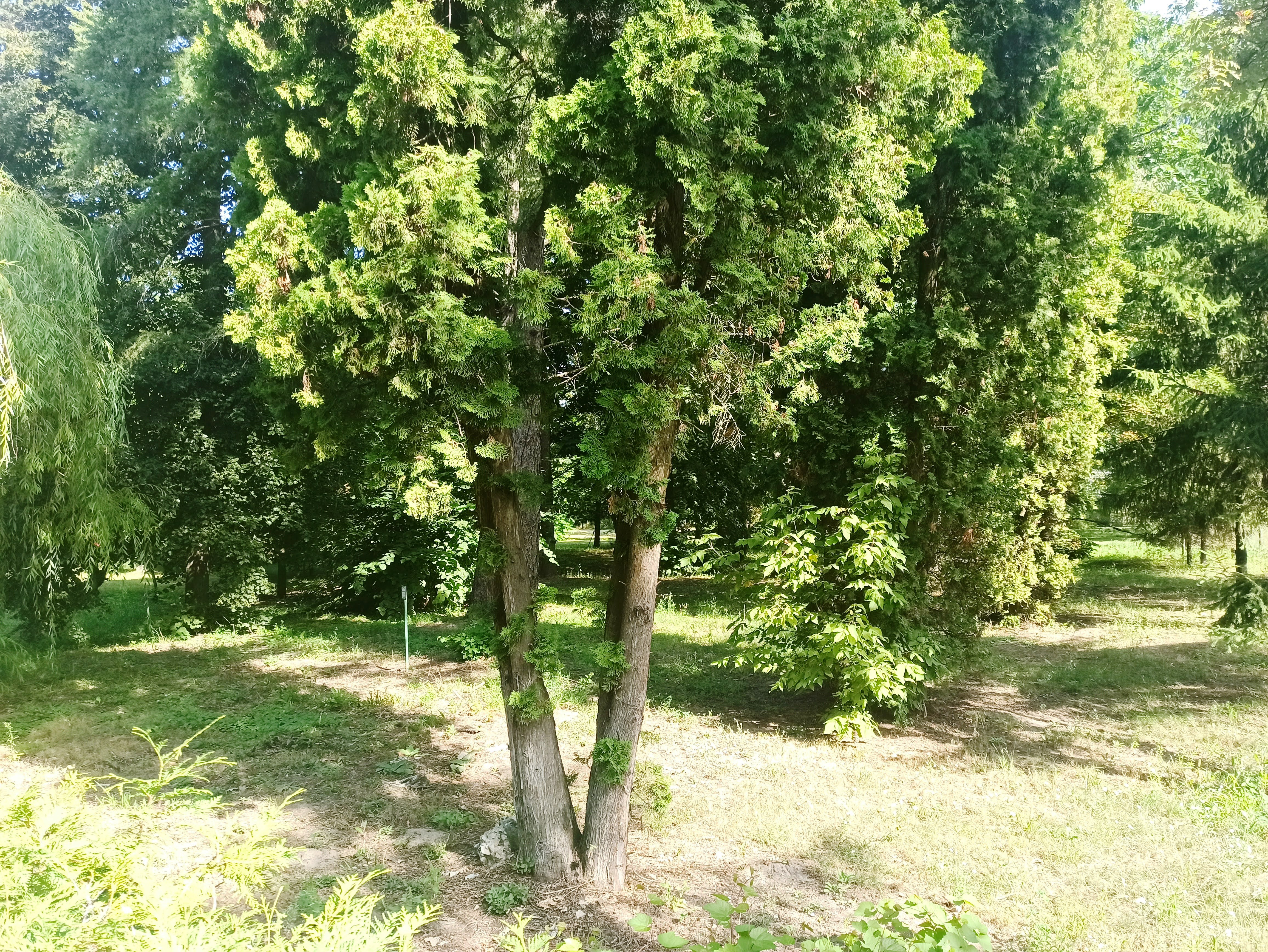
Туя
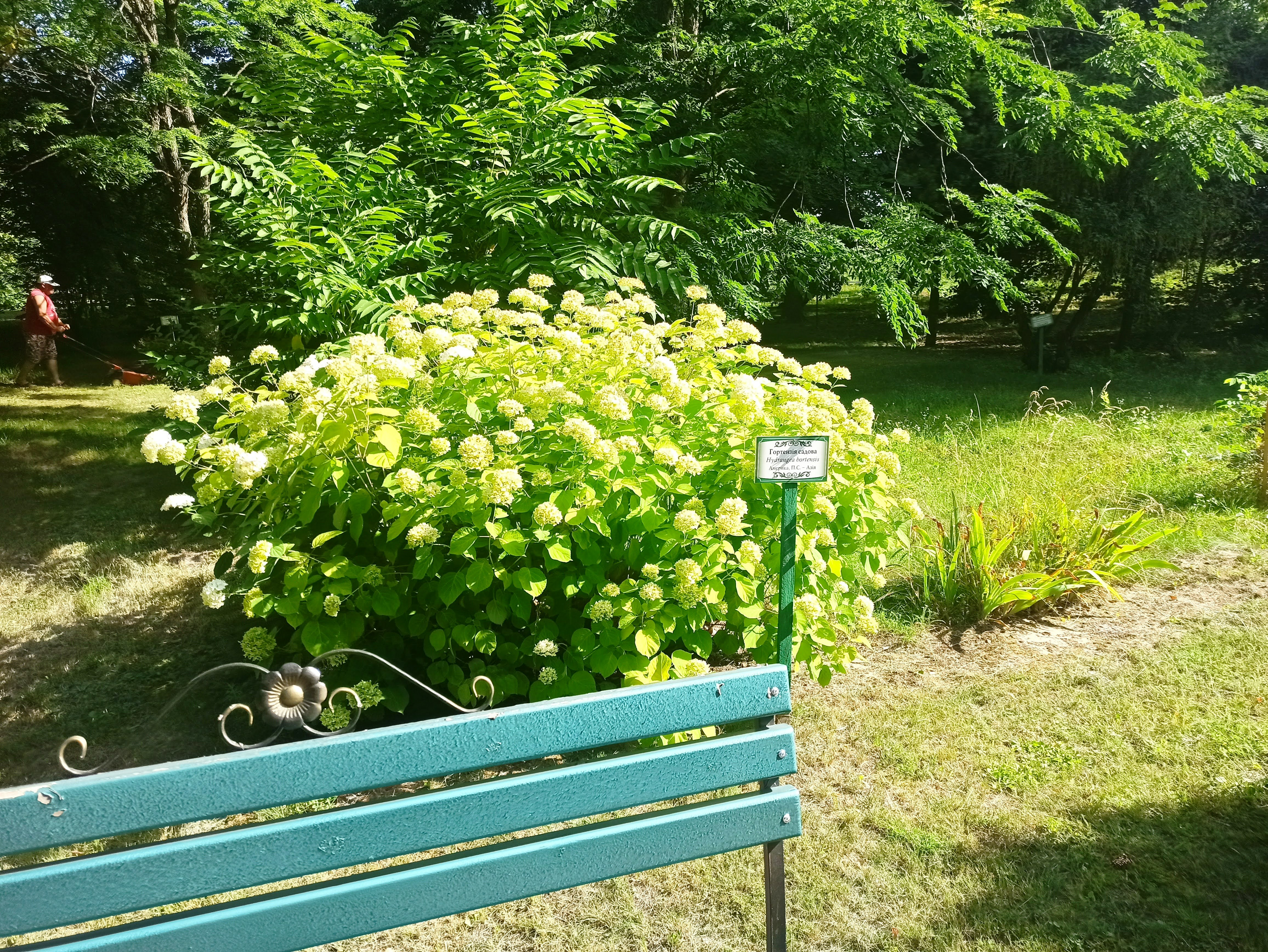
Гортензія садова
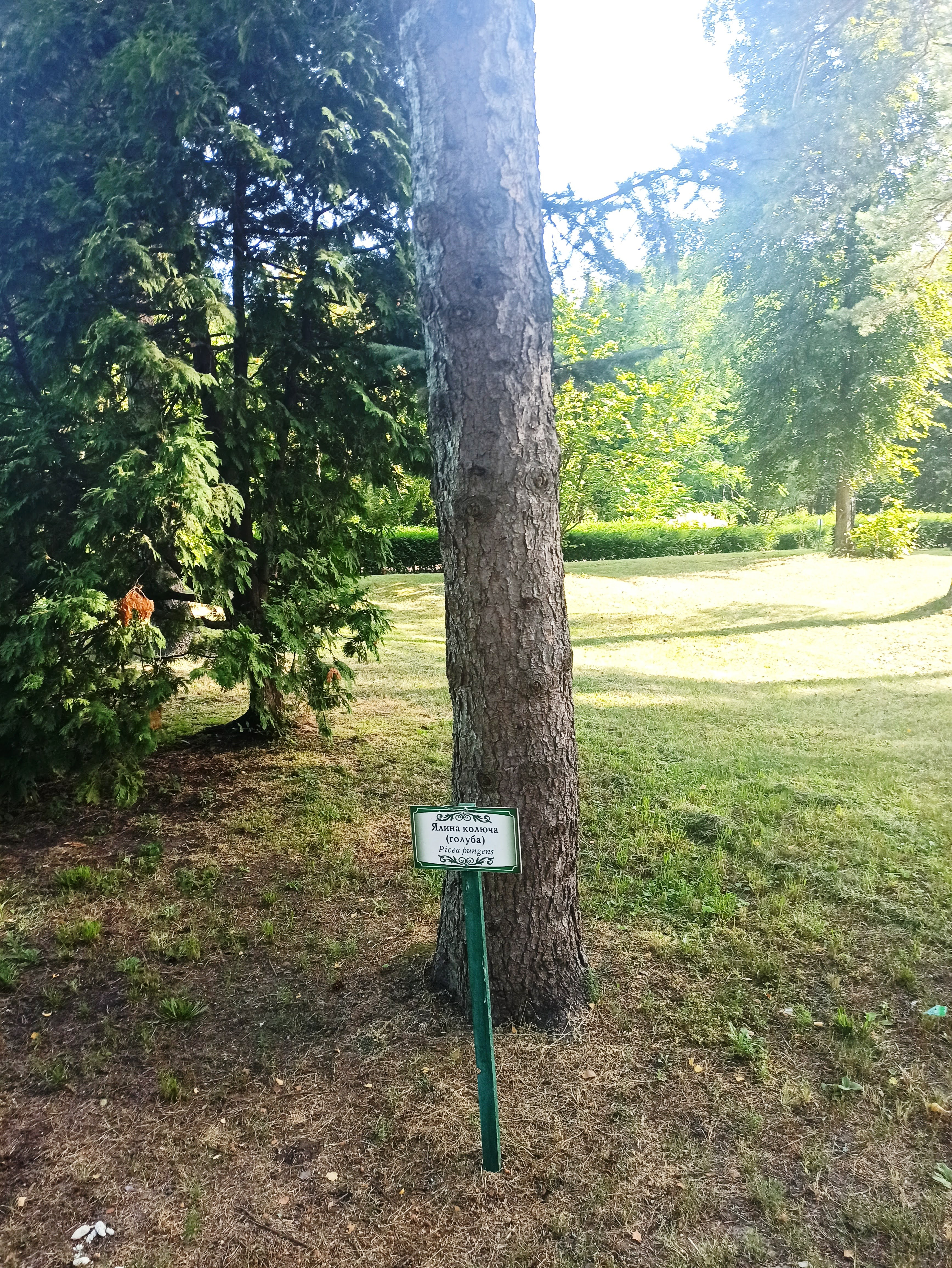
Ялина колюча (голуба)
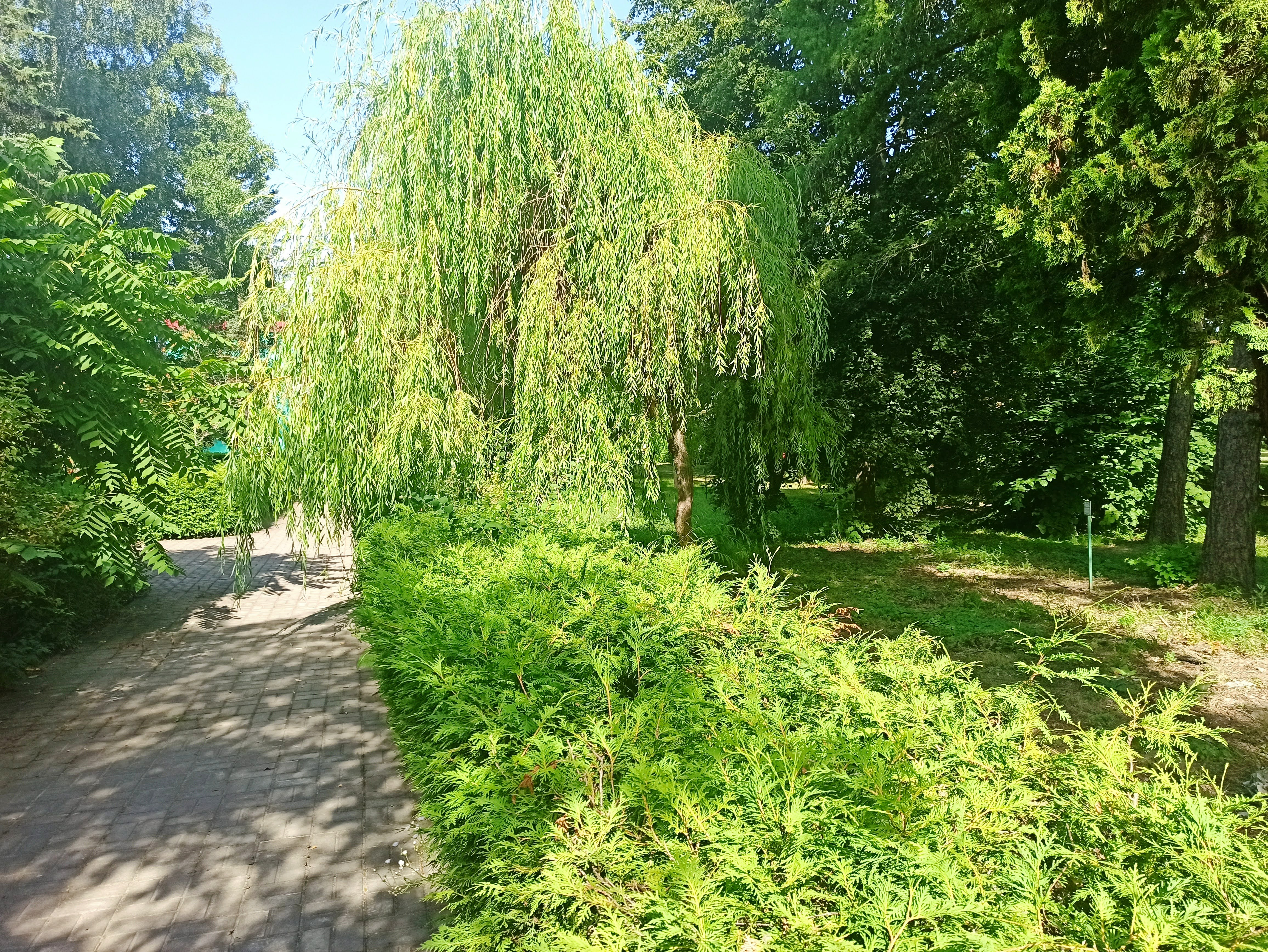